# Angus

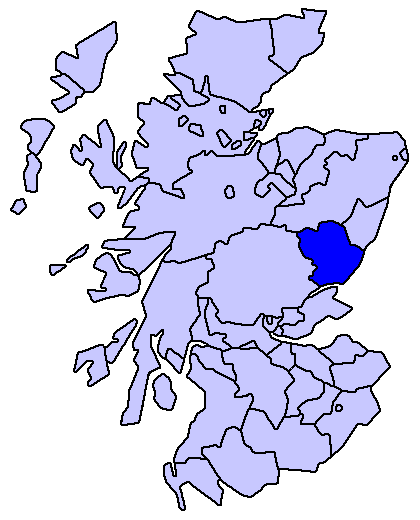
La vecchia contea tradizionale

Angus (in gaelico Aonghas, in italiano Angusia) è una delle 32 aree di governo locale in Scozia, e una luogotenenza, confinante con Perth, l'Aberdeenshire e la City of Dundee.
Angus è stata anche una delle contee tradizionali scozzesi (fino al 1928 nota come Forfarshire e comprendente anche Dundee) fino al 1975 quando divenne uno dei distretti della regione del Tayside, che fu abolita nel 1996.

## Geografia fisica

### Territorio
L'area può essere divisa in tre regioni: Verso nord e ovest, la regione è montagnosa. Questa è la zona dei cinque Angus Glens. L'area è scarsamente popolata e la maggiore attività economica è il pascolo. Nel sud e nell'est, la regione presenta colline a ridosso del mare. L'area è maggiormente abitata e sulla costa vi sono i centri maggiori e la città di Dundee. Fra le due zone si trova Strathmore, la Grande Valle, un'area agricola molto fertile, nota per le produzioni di patate e di frutta.
Altra importante attività è la pesca.
Prende il nome da questa regione la razza bovina Aberdeen Angus, il cui allevamento è molto diffuso in vari paesi per l'ottima carne.

## Amministrazione
| Partito                    | Consiglieri |
| Partito Nazionale Scozzese | 13          |
| Conservatori               | 8           |
| Indipendenti               | 6           |
| Laburisti                  | 1           |

Il Consiglio è attualmente controllato dall'Alleanza per l'Angus (in inglese Angus Alliance, ossia l'unione fra i consiglieri Indipendenti, Conservatori, Liberal Democratici e Laburisti.
Angus è rappresentato alla Camera dei Comuni del Regno Unito all'interno del collegio di Angus and Perthshire Glens.

## Località
- Aberlemno
- Arbirlot
- Arbroath, centro maggiore
- Auchmithie
- Brechin
- Bridge of Craigisla
- Carmyllie
- Carnoustie
- Cortachy
- Edzell
- Farnell
- Forfar, capoluogo
- Friockheim
- Glamis
- Guthrie
- Inverkeilor
- Kirriemuir
- Letham
- Newbigging
- Newtyle
- Memus
- Menmuir
- Monifieth
- Monikie
- Montrose
- Murroes
- St Vigeans
- Tealing

## Galleria d'immagini

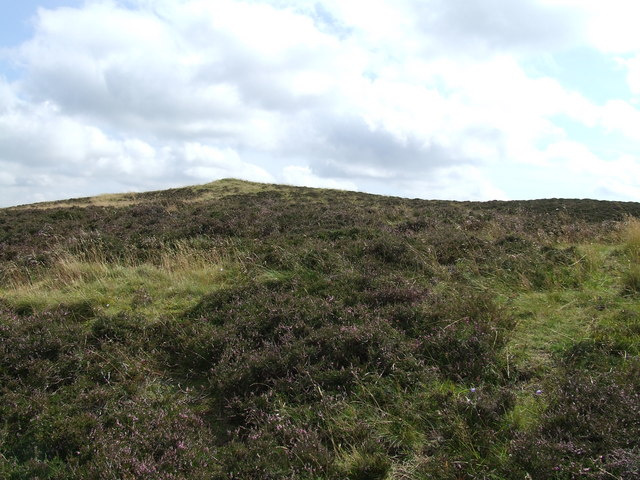
Ark Hill
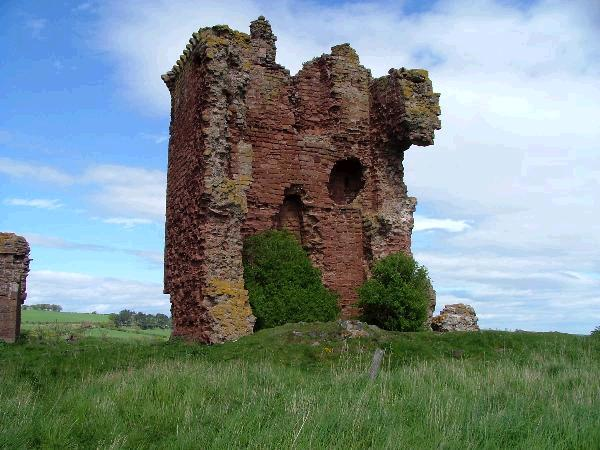
Redcastle